# Средно Куйто
Срѐдно Ку̀йто (Средно Кунт-езеро) (на руски: Среднее Куйто) е езеро в Европейската част на Русия, Република Карелия. С площ от 257 km² е 9-о по-големина езеро в Република Карелия и 47-о по големина в Русия.

## Географска характеристика

### Географски показатели
Средно е разположено в крайната северозападна част на Източноевропейската равнина, в северната част на Република Карелия, на 101 m н.в. То е средният водоем в езерната система Куйто на река Кем, вливаща се в Бяло море.
Котловината на езерото е с ледниково-тектонски произход и има значителна дълбочина. Средно Куйто има удължена форма от север-северозапад на изток-югоизток с дължина 41,8 km, ширина 11,7 km и площ от 257 km2. Общата площ на езерната система Куйто (Горно Куйто, Средно Куйто и Долно Куйто) е 614 km2. Има слабо разчленена брегова линия с дължина 166 km, а бреговата линия на 39-те острова в него е 51,3 km. Площта на островите е 17,4 km2. Южният бряг е нисък, каменист и в значителна степен заблатен, а северният е по-висок, на места скалист. Релефът на дъното е разнообразен, на места скалист и с подводни възвишения. Около 70% от дъното е покрито с плътна скала с граховидна конкреция, а останалата част от дъното е тинесто или пясъчно-тинесто. Бреговете са обрасли с иглолистни гори с преобладаване на елата. Средно Куйто е сравнително дълбоко езеро: средната му дълбочина е 11,7 m, максималната 34 m, а обемът 2,7 km3.

### Водосборен басейн
Водосборният басейн на Средно Куйто е 9730 km2. Основният приток на речна вода постъпва по протока идващ от езерото Горно Куйто и преминаващ през малкото езеро Алаярви. Други основни източници са река Кента, протичаща също през езерото алаярви, което е свързано със Средно Куйто чрез протока Еноншуу и река Ухта, вливаща се в Средно Куйто от север при селището от градски тип Калевала. На югоизток чрез късия и широк Луусалменски проток Средно Куйто се свързва с Долно Куйто, като двете езера са на една и съща надморска височена. От езерото Долно Куйто изтича същинската река Кем, вливаща в Бяло море при град Кем. Най-високо ниво на водата се наблюдава в края на май и началото на юни, а в средата на септември има второ високо ниво. Средногодишно колебание на нивото на водата достига до 1,38 m.

### Хидроложки показатели
По термичен режим езерото Средно Куйто се отнася към езерата от умерения тип. То замръзва през ноември, а се размразява през май. През лятото температурата на водата на повърхността достига до 20 – 24 °C, а в придънните слоеве – 10 – 12 °C. През октомври температурата на водата във всички своеве се изравнява и се установява хомотермия. Водата на езерото е слабо минерализирана. Цветът и се колебае от светло-жълт до светлокафяв. През зимата прозрачността е 4,7 m, а през лятото се снижава до 3 m.

## Стопанско значение, населени места
На брега на езерото има три населени места: селище от градски тип Калевала и село Куусиниеми (на северното крайбрежие) и село Луусалми (но протока, свързващ Средно с Долно Куйто). Водите на Средно Куйто се използват за водоснабдяване на посьолок Калевала, за нуждите на местното население, любителски и промишлен риболов. Рибопродуктивност 3,8 кг/ха.

## Топографски карти
- Лист от карта Q-36-XXV, XXVI.